# Estereotipia (comportamiento)
Las estereotipias son movimientos, posturas o voces repetitivos o ritualizados sin un fin determinado. Las estereotipias pueden ser movimientos simples como el balanceo del cuerpo, o complejos como las autocaricias, el cruzado y descruzado de las piernas o la marcha en el sitio. Se encuentran en personas con discapacidad intelectual, Trastornos del espectro autista, discinesia tardía y trastorno de movimientos estereotípicos; además se han descubierto estereotipias asociadas a algunos tipos de esquizofrenia. La demencia frontotemporal también es una causa neurológica común de comportamientos y movimientos estereotipados. También se producen movimientos estereotipados en los animales en cautividad.
Se han elaborado varias hipótesis para la estereotipia, y hay varias opciones de tratamiento disponibles. En el autismo la estereotipia a veces se llama stimming, bajo la hipótesis que autoestimula uno o varios sentidos. Los términos relativos punding y tweaking describen el comportamiento repetitivo que se produce como efecto secundario de algunas drogas.
Entre la gente con degeneración lobular frontotemporal más de la mitad (60%) tiene estereotipias. Las estereotipias tardan varios años en empezar en la degeneración lobular frontotemporal, una media de 2,1 años.

## Diferencia con los tics
Las estereotipias, como los tics, son repetitivos y periódicos, y se incrementan con la fatiga, el estrés y la ansiedad. Pero a diferencia de los tics las estereotipias suelen empezar antes de los tres años de edad, involucran mayor parte del cuerpo, son más rítmicas y menos al azar, y se relacionan más con el apoyo a otra actividad más que con los impulsos premonitorios. Los ejemplos de los primeros tics son cosas como los guiños de ojos o el aclarado de garganta, mientras que la estereotipia más común es agitar el brazo. Las estereotipias no tienen la naturaleza cambiante de los tics, que aumentan y disminuyen, sino que permanecen constantes durante años. Los tics generalmente pueden pararse voluntariamente por breves periodos de tiempo, en cambio, los niños con una estereotipia raramente intentan controlarlas conscientemente, aunque se les puede distraer para que la paren.

## Causas hipotéticas
Hay varias posibles explicaciones para las estereotipias, y los diferentes comportamientos estereotípicos pueden tener distintas causas: 
- Estimulación: hipotetiza que un comportamiento estereotipado tiene una función relacionada con el registro sensorial.
- Tiene un efecto ansiolítico, descarga la tensión acumulada y se retroalimenta.[9]
- Expresar frustración; que expresa la necesidad de atención, refuerzo o estimulación sensorial
- Debida al aprendizaje
- Neuropatología

## Términos asociados
Punding es el término acuñado para describir los comportamientos estereotipados, complejos, prolongados y sin propósito de los consumidores crónicos de  anfetamina. Posteriormente se describió también en relación con la enfermedad de Parkinson. El punding es la compulsión por realizar tareas mecánicas repetitivas, como ordenar, recolectar cosas, o encajar y desencajar elementos. puede darse en individuos con tratamiento para el Parkinson con agentes dopaminérgicos como la levodopa.
Tweaking es un término de jerga para los comportamientos compulsivos y repetitivos que realizan los consumidores de metanfetamina y anfetamina.

## En animales
Las estereotipias también se producen en animales no humanos. Se consideran comportamientos anormales que suelen verse en animales en cautividad, domésticos o salvajes, encerrados en pequeños espacios y con pocas oportunidades de realizar su comportamiento natural. 
Estos comportamientos pueden ser inadaptaciones, y pueden producir autolesiones o reducir su capacidad reproductiva, y en los animales de laboratorio pueden interferir negativamente en la investigación del comportamiento.
Los comportamientos estereotipados más frecuentes en animales son por ejemplo caminar de un lado a otro sin parar, balancearse, nadar en círculos, dormir excesivamente, la automutilación (incluyendo el autodesplumado y el acicalado excesivo) y el mordisqueo de los barrotes de la jaula. 
Se han observado estereotipias en muchas especies, incluyendo los primates, aves y carnívoros. Hasta el 40% de los elefantes de los zoos desarrollan comportamientos estereotipados.
Son bien conocidos las estereotipias en los caballos estabulados, generalmente se desarrollan como resultado de estar encerrados sin el ejercicio suficiente. Coloquialmente se denominan vicios de establo. 
Representan un problema no solo por los daños que producen en las instalaciones a causa de los mordiscos, patadas y movimientos repetitivos, sino porque tienen serias consecuencias en la salud del animal si no se atajan.
Se cree que los comportamientos estereotipados son consecuencia de los ambientes artificiales que no permiten a los animales satisfacer sus necesidades conductuales normales, por lo que se ha sugerido que se describan como «comportamiento indicativo de un ambiente anormal».
Las estereotipias se correlacionan con la selección de respuestas de comportamientos alterados en los ganglios basales. Como las estereotipias se consideran un signo de angustia psicológica en los animales, se relacionan con los estándares de bienestar animal.
Los comportamientos estereotipados a veces pueden reducirse o eliminarse mediante el enriquecimiento ambiental, que incluyen recintos más grandes y estimulantes, entrenamientos adecuados, la introducción de estímulos (como objetos, sonidos y olores) en los ambientes de los animales. 
El enriquecimiento debe variarse para ser efectivo en cualquier periodo de tiempo. Los animales sociales deben estar con otros miembros de su especie para evitar el desarrollo de estereotipias. Pero una vez que el comportamiento se ha establecido, a veces es imposible eliminarlo debido a las alteraciones producidas en el cerebro.